# DoorDash
DoorDash est une entreprise américaine spécialisée dans la livraison de nourriture.

## Histoire
En novembre 2018, DoorDash dépasse Uber Eats dans le marché de la livraison à domicile de plats préparés aux États-Unis, en ayant la deuxième plus grande part de marché derrière Grubhub.
En juin 2019, DoorDash devient le leader aux États-Unis, de la livraison à domicile de plats préparés,.
En juillet 2019, DoorDash annonce l'acquisition de Caviar, une filiale de livraison de nourriture de Square, pour 410 millions de dollars.
Le 27 février 2020, DoorDash a annoncé qu'il avait déposé un dossier confidentiel pour être rendu public. En décembre 2020, DoorDash annonce une introduction partielle en bourse permettant de lever 3,4 milliards de dollars.
En février 2021, DoorDash fait l'acquisition de Chowbotics, signalant possiblement un intérêt accru pour l'automatisation de la production alimentaire. Les entreprises n'ont pas divulgué les termes de l'accord, mais Chowbotics était évalué à 46 millions de dollars en 2018.
En novembre 2021, DoorDash annonce l'acquisition de Wolt, une entreprise finlandaise de livraison présent en Europe du Nord et en Europe de l'Est, pour 7 milliards d'euros en échange d'actions,.
En août 2022, DoorDash annonce qu'elle mettrait fin à son partenariat avec Walmart en septembre, mettant fin à l'accord de coopération des entreprises depuis 2018.
Fin novembre 2022, DoorDash annonce son intention de licencier 1 250 employés de l'entreprise, soit environ 6 % de ses effectifs. Cette mesure visait à maîtriser les dépenses.
Début mai 2025, Doordash annonce acquérir la société britannique de livraison de repas à domicile Deliveroo pour 3,85 milliards de dollars.